# Pump (음반)
| 전문가 평가      | 전문가 평가 |
| 평가 점수        | 평가 점수   |
| 출처             | 점수        |
| ---------------- | ----------- |
| AllMusic         | [ 2 ]       |
| Robert Christgau | B+          |
| Q                | [ 4 ]       |
| Rolling Stone    | [ 5 ]       |
| Spin             | (positive)  |
| The Daily Vault  | A           |

《Pump》는 1989년 9월 12일에 발매된 미국의 하드 록 밴드 에어로스미스의 열 번째 스튜디오 음반이다. 이 음반은 2001년에 다시 발매되었다.
《Pump》는 다수의 싱글곡 (〈Love in an Elevator〉, 〈The Other Side〉)에 키보드와 경적 부분을 포함하며, 직설적인 로커 (〈F.I.N.E.〉, 〈Young Lust〉), 〈Hoodoo〉와 〈Dulcimer Stomp〉과 같은 다양한 기악 중합 뿐만 아니라 근친상간과 살인 (〈Janie's Got a Gun〉), 약물, 알코올 남용(〈Monkey on My Back〉)과 같은 이슈에 관한 발라드 〈What It Takes〉를 포함하고 있다.
이 음반은 지금까지 미국에서 7백만 장의 판매고를 증명했으며, 이 음반의 후속작인 《Get a Grip》이 미국(《Toys in the Attic》은 800만 장으로 리드)에서 두 번째로 많이 팔린 스튜디오 음반이다. 이 음반은 첫 그래미 어워드 (〈Janie's Got a Gun〉)를 포함하여 이 밴드에 다양한 성공과 "최초"를 안겨주었다. 〈Love in an Elevator〉은 메인스트림 록 트랙 차트에서 1위를 차지한 최초의 에어로스미스 노래가 되었다. 또한, 이 음반은 현재까지 유일하게 빌보드 핫 100에서 상위 10위 싱글과 메인스트림 록 트랙 차트에서 3위 싱글을 기록한 음반이다. 그 음반은 1990년 네 번째로 베스트 셀러였다.
영국에서, 이 음반은 1989년 9월에 이것을 달성한 영국 축음기 협회에 의해 실버 인증 (6만 장 판매)을 받은 두 번째 에어로스미스 음반이었다.
《Pump》는 프로듀서 브루스 페어번, 엔지니어 마이크 프레이저, 켄 로마스가 리틀 마운틴 사운드 스튜디오에서 연이어 녹음한 세 장의 에어로스미스 음반 중 두 번째 음반이다.
1994년에 녹음된 《The Making of Pump》에 관한 비디오 다큐멘터리가 발매되었다.

## 제작
1988년 12월, 에어로스미스는 스튜디오의 고립된 특성이 그들의 창의력에 도움이 될 것이라고 밴드 멤버들이 생각했기 때문에, 메사추세츠주 코하셋에 있는 릭 티노리 프로덕션에 모여 새로운 노래를 작곡했다. 〈Love in a Elevator〉, 〈What It Takes〉와 같이 히트 가능성이 있는 곡으로 여겨지는 "A-목록"와 〈Voodoo Medicine Man〉과 같은 곡이 아직 개발되지 않은 "B-목록"으로 나뉘며 19곡 이상이 작성되었다. 프로듀서 브루스 페어번은 가능한 한 많은 곡들을 낚는 데 집중했다.
이 음반을 위해 제안된 곡들로는 〈Girl's Got Somethin'〉, 〈Is Anybody Out There〉, 〈Guilty Kilt〉, 〈Rubber Bandit〉, 〈Sniffin'〉, 〈Sedona Sunrise〉 등이 있다. 예를 들어, 많은 노래들이 대체 타이틀을 가지고 있었는데, 예를 들어, 〈Voodoo Medicine Man〉은 원래 〈Buried Alive〉와 〈News for Ya Baby〉라는 제목이었다. 이 노래들의 대부분은 스튜디오의 화이트보드 사진과 《The Making of Pump》의 영상에서 볼 수 있다.
1989년 1월, 밴드는 페어번의 리틀 마운틴 사운드에서 다시 녹음하기 위해 밴쿠버로 갔고, 그곳에서 프로듀서는 본 조비의 《Slippery When Wet》와 《New Jersey》를 도왔다. 스티븐 타일러는 "나는 본 조비의 말을 듣지도 않는다"며 "그래서 우리는 '오, 젠장, 그들은 멋진 음반을 가지고 있었어'라고 말하지 않고 그곳으로 올라갔습니다"라고 항의했다.

## 소송
에어로스미스는 펌프라는 이름의 작은 록 밴드가 에어로스미스의 매니지먼트사를 서비스 마크 침해로 고소하자 로스쿨 교과서에 실렸다. 에어로스미스가 승소했다. 에어로스미스 역시 작사, 작곡 팀 홀랜드-도지어-홀랜드가 〈Standing in the Shadows of Love〉의 멜로디와 비슷하게 들린 에어로스미스의 노래 〈The Other Side〉에서 메인 멜로디를 놓고 밴드를 고소하겠다고 협박하면서 법적 곤경에 처했다. 이 합의의 일환으로, 에어로스미스는 "홀랜드-도지어-홀랜드"를 〈The Other Side〉의 작사, 작곡 크레딧에 추가하기로 합의했다.

## 곡 목록
| #  | 제목                               | 작사·작곡                         | 재생 시간 |
| -- | ---------------------------------- | --------------------------------- | --------- |
| 1. | 〈Young Lust〉                     | 스티븐 타일러, 조 페리, 짐 발란스 | 4:18      |
| 2. | 〈F.I.N.E.〉                       | 타일러, 페리, 데스몬드 차일드     | 4:09      |
| 3. | 〈Going Down/Love in an Elevator〉 | 타일러, 페리                      | 5:39      |
| 4. | 〈Monkey on My Back〉              | 타일러, 페리                      | 3:57      |
| 5. | 〈Water Song/Janie's Got a Gun〉   | 타일러, 톰 해밀턴                 | 5:38      |

| #  | 제목                              | 작사·작곡                                                   | 재생 시간 |
| -- | --------------------------------- | ----------------------------------------------------------- | --------- |
| 1. | 〈Dulcimer Stomp/The Other Side〉 | 타일러, 발란스, 브라이언 홀랜드, 라몬트 도지어, 에디 홀랜드 | 4:56      |
| 2. | 〈My Girl〉                       | 타일러, 페리                                                | 3:10      |
| 3. | 〈Don't Get Mad, Get Even〉       | 타일러, 페리                                                | 4:48      |
| 4. | 〈Hoodoo/Voodoo Medicine Man〉    | 타일러, 브래드 휫퍼드                                       | 4:39      |
| 5. | 〈What It Takes〉                 | 타일러, 페리, 차일드                                        | 5:11      |

## 인증
| 국가                       | 인증        | 판매량/출하량 |
| -------------------------- | ----------- | ------------- |
| 오스트레일리아 (ARIA)      | 2× 플래티넘 | 140,000^      |
| 캐나다 (뮤직 캐나다)       | 7× 플래티넘 | 700,000^      |
| 독일 (BVMI)                | 골드        | 250,000^      |
| 뉴질랜드 (RMNZ)            | 플래티넘    | 15,000^       |
| 영국 (BPI)                 | 골드        | 100,000^      |
| 미국 (RIAA)                | 7× 플래티넘 | 7,000,000^    |
| ^출하량을 기반으로 한 인증 |             |               |